# Rabeya Müller
Rabeya Müller, auch Rabeya Müller-Haque (* 1957 in Mayen; † 19. Februar 2024), war eine deutsche Islamwissenschaftlerin, muslimische Theologin, Imamin und Religionspädagogin.

## Leben
Als Rosel Müller geboren, lebte sie mit ihrer alleinerziehenden Mutter bei den Großeltern. Sie besuchte als Katholikin ein katholisches Gymnasium in Vallendar und konvertierte nach dem Abitur Ende der 1970er Jahre zum Islam. Nach einem Studium der Pädagogik, Islamwissenschaften (an der Universität zu Köln bei Abdoldjavad Falaturi) und Ethnologie in Deutschland, Kanada und Asien veröffentlichte sie Arbeiten über den Islam und die Stellung der Frau im Islam, über den Islam und Behinderte und über Muslime in Deutschland. Im Institut für interreligiöse Pädagogik und Didaktik gestaltete sie Lehrbücher für den islamischen Religionsunterricht, entwickelte Unterrichtsmaterialien und Lehrplaninhalte, erarbeitete interreligiöse und interkulturelle Bildungstheorien und Unterrichtskonzepte, bildete Religionspädagogen aus und trainierte Mediatorinnen. Sie arbeitete als Vertreterin eines „geschlechtergerechten Islams“ im Zentrum für Islamische Frauenforschung und Frauenförderung mit, das muslimische Frauen in Not, darunter Opfer häuslicher Gewalt berät, und entwickelte Kurse in den Bereichen Selbstbehauptungstraining für muslimische Mädchen und Wie gehe ich mit MuslimInnen um. Vor dem Hintergrund der Genderforschung arbeitete sie an einer geschlechtsspezifischen Pädagogik im Islam. Müller war Leiterin des Kölner Instituts für interreligiöse Pädagogik und Didaktik.
Rabeya Müller starb im Februar 2024 nach langer Krankheit im Alter von 67 Jahren. Sie wurde am 22. Februar 2024 mit muslimischem Totengebet auf dem Südfriedhof in Köln-Zollstock beigesetzt.

## Positionen
„Am islamischen Gottesbild lobt sie vor allem, dass es einen mündigen Gläubigen voraussetze. An der islamischen Ethik schätzt sie insbesondere die zentrale Stellung der Gerechtigkeit. [Sie] bezeichnete sich selbst als ‚liberale, europäische Muslimin‘.“

 Anlässlich der Beschneidungsdebatte ab dem Jahr 2012 sagte Müller auf dem 99. Deutschen Katholikentag 2014: „Die Religionen müssen sich Fragen gefallen lassen, lernen, damit umzugehen, und diese nicht immer als einen Affront empfinden.“

## Mitgliedschaften
Sie war stellvertretende Vorsitzende des Zentrums für islamische Frauenforschung und Frauenförderung,  Vorsitzende der Initiative Konferenz europäischer Theologinnen, erste Sprecherin von „interreligiones“–Forum für interreligiöse Bildung, Beiratsmitglied der Internationalen Friedensschule, Köln, Mitglied bei Intra, Mitglied der Kommission für den islamischen Religionsunterricht, Mitglied des Beirats „Lehrstuhl für die Religion des Islam“ des Centrums für Religiöse Studien der Universität Münster, Mitglied der World Conference of Religions for Peace, Mitglied des Vorbereitungskomitees interreligiöse Sommeruniversität Loccum, Mitglied des Christlich-Islamischen Forums der Christlich-Islamischen Gesellschaft und Gründungsmitglied des Liberal-Islamischen Bundes.

## Ehrungen
2009 wurde das von Müller initiierte und zusammen mit Lamya Kaddor und Harry Harun Behr herausgegebene Schulbuch Saphir 5/6 auf der Frankfurter Buchmesse mit dem Ehrenpreis des Best European Schoolbook Award 2009 ausgezeichnet. Zur Begründung hieß es: „Anerkannt wird, dass Saphir den Islam verständlich und klar darstellt, die Themen mit dem Alltag der jungen Menschen in Deutschland verbindet und Bezüge zu anderen Religionen herstellt.“ Das Buch erschien im August 2008 als erstes deutschsprachiges Schulbuch für Islamkunde an öffentlichen Schulen. Es war das erste Schulbuch, das von deutschen Kultusministerien der Bundesländer für diesen Unterricht genehmigt wurde. Seit 2008 wird es in Nordrhein-Westfalen, Bayern, Niedersachsen und Bremen eingesetzt. Das Buch wird vom Münchner Kösel-Verlag verlegt. Eine Vielzahl von Pädagogen und Islamwissenschaftlern wirkten als Autoren an dem Buch mit, das inhaltlich mit Abbildungen, Graphiken, Fotos, Kalligraphien und Texten arbeitet. Das Buch erhielt ein großes Medienecho.
Am 15. November 2017 verlieh die Europäische Akademie der Wissenschaften und Künste Rabeya Müller, Avishay Braverman und Mitri Raheb die Toleranzringe in Anlehnung an Lessings Ringparabel an Vertreter der drei abrahamitischen Religionen zur Förderung von Gerechtigkeit und Toleranz zwischen Christentum, Judentum und Islam.

## Veröffentlichungen

### Bücher
- mit Lamya Kaddor: Der Islam für Kinder und Erwachsene. Verlag C. H. Beck, München, 1. Auflage 2012, ISBN 978-3-406-64016-2.
- mit Lamya Kaddor: Der Koran für Kinder und Erwachsene. C. H. Beck, München, 3. Auflage 2010, ISBN 978-3-406-57222-7. (Rezension der ersten Auflage 2008 bei Socialnet).
- mit Maryam Frenzel: Gesundheit und Krankheit im Islam. Huda – Netzwerk für Muslimische Frauen, 2. Bonn 1999, 4. Aufl. 2004  ISBN 3-933872-01-4.

### Herausgeberschaften
- mit Asma Barlas, Nahide Bozkurt: Der Koran neu gelesen: Feministische Interpretationen. Dokumentation. Friedrich-Ebert-Stiftung, Politische Akademie – Interkultureller Dialog, Bonn 2008, ISBN 978-3-89892-908-0.
- mit Maryam Frenzel-Hassan: Das islamische Kochbuch. Frenzel-Hassan, Remagen 1992, ISBN 3-928801-00-7.

### Schulbuch
- (Hg. mit Lamya Kaddor und Harry Harun Behr): Saphir 5/6. Religionsbuch für junge Musliminnen und Muslime. Mit Fotos und Illustrationen von Ulrike Bahl. Kösel-Verlag, München 2008, ISBN 978-3-466-50782-5. (das erste Schulbuch für Islamkunde in deutscher Sprache).
- (Hg. mit Lamya Kaddor und Harry Harun Behr): Saphir 5/6. Religionsbuch für junge Musliminnen und Muslime. Lehrerkommentar Mit Fotos und Illustrationen von Ulrike Bahl. Kösel, München 2009.

### Artikel und Vorträge
- Behinderung und Integration im Islam. In: Annebelle Pithan u. a. (Hrsg.): Handbuch integrative Religionspädagogik – Reflexionen und Impulse für Gesellschaft, Schule und Gemeinde. Veröffentlichung des Comenius-Instituts. Gütersloher Verlagshaus, Gütersloh 2002, S. 184–188
- Die Angst der Deutschen vor dem Grundgesetz – Zum Zusammenleben der Kulturen in unserer Gesellschaft. In: Evangelische Frauenhilfe in Deutschland (Hrsg.): Arbeitshilfe zum Weitergeben, Globalisierung aushalten oder gestalten? Nr. 3. Düsseldorf 2001, S. 71–75
- Das Eigene und das Fremde oder das Eigene Fremde. In: Islam im Schulbuch – Dokumentation zur Fachtagung „Das Bild des Islam in deutschen Schulbüchern“ 3.–5. April 2001, Bonn. Spohr, Kandern im Schwarzwald 2001, S. 62–72.
- Islamischer Religionsunterricht – einmal anders. In: Islamischer Religionsunterricht an staatlichen Schulen in Deutschland, Praxis – Konzepte – Perspektiven. Dokumentation eines Fachgesprächs. Beauftragte der Bundesregierung für Ausländerfragen, Nr. 8, Berlin 2000, S. 88–96.
- Grundgedanken zu einem interreligiösen Unterricht aus islamischer Sicht. Kurzvortrag in der Evangelischen Akademie Mülheim an der Ruhr. IPD, Mai 2000.
- Spiritualität und Ethik im Unterricht. In: Johannes Lähnemann (Hrsg.): Spiritualität und ethische Erziehung – Erbe und Herausforderung der Religionen. Referate und Ergebnisse des Nürnberger Forums 2000. In: Pädagogische Beiträge zur Kulturbegegnung. Band 20. ebv, Hamburg 2000, S. 322–332.
- Allah ist groß – und der Religionsunterricht ein weites Feld. In: Forum Buntes Deutschland. November 1999, S. 33–36.
- Islamischer Religionsunterricht: "Lieb Vaterland …", oder was hat der Islam mit Deutschland zu tun? In: Cibedo-Beiträge. 11, 2/3, 1997, S. 67–70.